# Hukoutherium
Hukoutherium es un género extinto de mamíferos mesoniquios que habitó en Asia. Hukoutherium se conoce a partir de una mandíbula con incisivos, caninos y fragmentos de dientes, un cráneo aplastado y fragmentos de hueso.

## Especies
- Género Hukoutherium
  - Hukoutherium ambigum
  - Hukoutherium shimemensis